# Spor natural

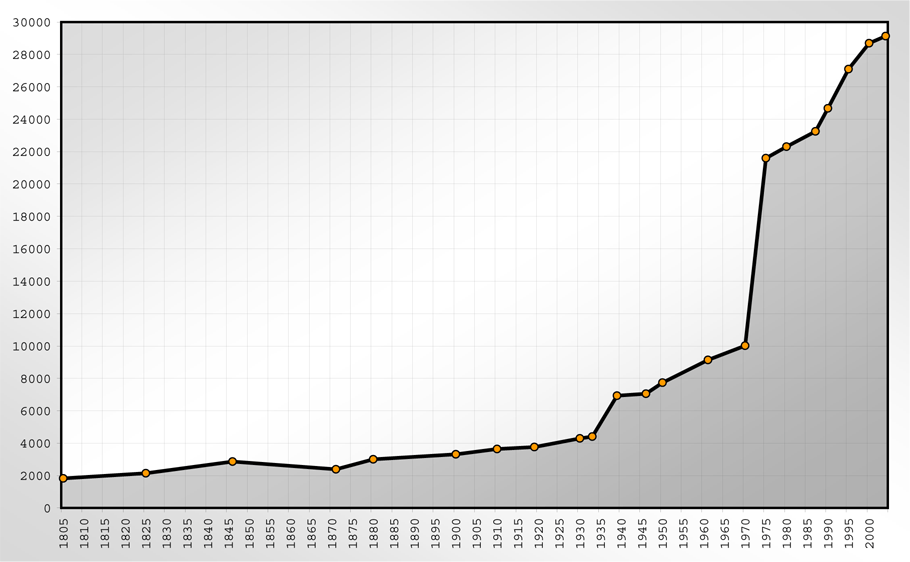
Spor natural pozitiv în orașul Bühl (Baden), din 1805 până în 2000.

Sporul natural al unei populații, raportat la o anumită perioadă, ca valori absolute, reprezintă diferența dintre numărul născuților-vii și numărul decedaților în perioada de referință.
Ca valori relative, sporul natural reprezintă diferența dintre natalitate și mortalitate, în care:
- Natalitatea reprezintă numărul de născuți vii la 1.000 de locuitori.
- Mortalitatea reprezintă numărul de decedați la 1.000 de locuitori.

După evoluția numărului populației, sporul natural poate fi:
- pozitiv, când numărul născuților-vii este mai mare decât numărul decedaților;
- negativ, când numărul născuților-vii este mai mic decât numărul decedaților;
- zero, când numărul născuților-vii este egal cu numărul decedaților.

Un element al sporului natural este și rata mortalității infantile, care ia în calcul numărul de copii decedați la vârsta de sub un an la 1000 de născuți-vii.

## Rata sporului natural
Rata sporului natural reprezintă diferența dintre rata generală a natalității și rata generală a mortalității în anul de referință.
SN = RN – RGM,  unde
- SN reprezintă rata sporului natural în anul t;
- RN reprezintă rata natalității în anul t;
- RGM reprezintă rata generală a mortalității în anul t.

În același timp,
RGM = D/P *100, unde
- D reprezintă numărul deceselor înregistrate în anul  t;
- P reprezintă populația medie în anul  t.

Scopul acestui calcul este de a evidenția evaluarea demografică a mișcării naturale a populației.
Interpretare: 
- valoarea pozitivă a acestui indicator reflectă o creștere naturală a populației;
- valoarea negativă reflectă scăderea naturală a populației.